# Libertador (khu tự quản)
Libertador là một khu tự quản thuộc bang Aragua, Venezuela. Thủ phủ của khu tự quản Libertador đóng tại Palo Negro. Khự tự quản Libertador có diện tích 52 km2, dân số theo điều tra dân số ngày 21 tháng 10 năm 2001 là 76036 người.